# Centro Sportivo Alagoano
Centro Sportivo Alagoano, eller bara CSA, är en fotbollsklubb från Maceió i delstaten Alagoas i Brasilien. Klubben är den mest framgångsrika klubben i Campeonato Alagoano med, per 2011, 37 mästerskapssegrar. Klubben har även deltagit i internationella turneringar och var i final i Copa CONMEBOL 1999 men förlorade mot den argentinska klubben Talleres. Klubben bildades den 7 september 1913. 
Marta Vieira Da Silva en ut av de mest kända kvinnliga fotbollsspelarna genom tiderna började sin karriär i CSA.